# 郷校 (朝鮮)

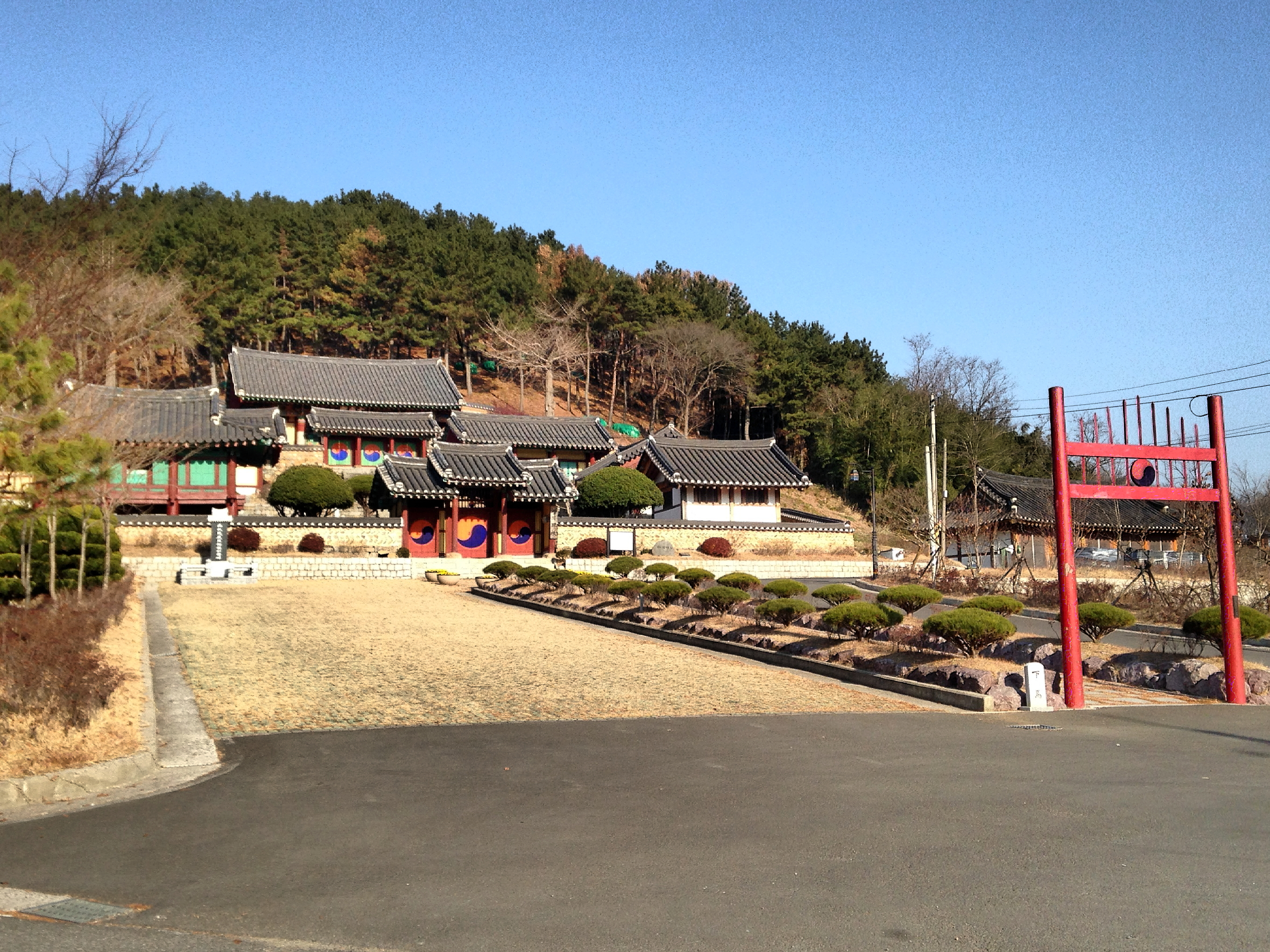
泗川郷校

郷校（ごうこう、朝鮮語: 향교/ヒャンギョ）は、朝鮮半島において、高麗・朝鮮王朝時代に存在した国立教育機関。地方の文廟（孔子廟）とそれに附属する学校から構成される。
高麗時代に登場した際には郷学（향학）とも呼ばれた。ほかに校宮（교궁）・斎宮（재궁）などとも称する。

## 高麗時代の郷校
高麗の学校制度は唐の制度を模したもので、中央に国子監（국자감）と東西学堂（동서학당）を置き、地方には国子監の規模を縮小した郷学を置いた。
987年（成宗6年）に経学博士・医学博士各1人を派遣して教育を担当させ、992年（成宗11年）には地方の州・郡に学校（州学）を設立して、生徒に勉学を勧めた。
1127年（仁宗5年）3月には、各州に学校を設立し、広く道を教えるようにという詔書が出された。孔子を祭る文宣王廟を中心に、講堂として明倫堂が設置され、教師は助教と呼ばれた。毅宗（在位：1146年 - 1170年）以降国政が乱れて学問は頽廃し、郷校も衰微した。その後、忠粛王（在位：1313年 - 1330年、1332年 - 1339年）は学校の振興を図り、李穀に複数の郡を巡回させて郷校を復興させた。

## 朝鮮王朝時代の郷校
1392年（太祖1年）、各道と按察使に命じ、学校の振興状況を地方官の考課に加えることで教学の刷新を図った。ここから府・牧・郡・県ごとに郷校が1校ずつ設立され、次第に全国に広がっていった。
郷校には文廟（孔子廟）、明倫堂（講堂）、中国・朝鮮の先哲・先賢を祭る東西両廡と、東西両斎が置かれた。東西両斎は明倫堂の正面にあり、東斎には両班、西斎には庶流を配して、通常は内外の両舎に分かれていた。内舎にいる者は内舎生、外舎にいる者は増広生と呼ばれ、増広生の中から選抜された者が内舎生に昇格した。
儒生の定員は、府・牧に90人、都護府に70人、郡に50人、県に30人と定められた。職員は教授・訓導各1人（ただし小郡には訓導のみ）が置かれ、また校隸が属した。読書と日課は守令が毎月観察使に報告し、優秀な教官には戸役を与えた。郷校には政府から7結5結の学田を支給し、その収税で費用を賄わせたが、地方民からの徴収や買収などで多くの田地を所有しているところも少なくなかった。
これらの郷校は、中央の四学と同じである。郷校入学者にのみ科挙の受験資格が与えられ、小科に合格すると生員と進士の称号を受け、成均館に入学して修学する資格が与えられ、大科（文科）に及第することで官吏の道を歩むことができた。
1894年（高宗31年）末、科挙制度が廃止されるとともに郷校は名前だけが残り、文廟の祭祀にあたるのみとなった。学殿や地方儒林の鳩林などの郷校財産は大韓帝国政府の教育省庁である学部 (학부 (대한제국)) が所管した。1900年4月に郷校財産管理規定が定められ、府・郡守に郷校財産を整理させ、その収入は府・郡内の公立学校または指定する学校の経費、文廟の修繕・廟祀費に充当させた。1911年の朝鮮総督府令により、府尹・郡守の監督下に文廟直員を名誉職として置き、文廟を守らせるとともに庶務に従事させた。1918年の調査によると郷校の総数は335、所管土地48万坪であった。その後、郷校財産管理規定は廃止され、公立学校の経費には使われず、文廟の維持と社会教化事業の施設にのみ充当された。

## 建物の構成
朝鮮王朝時代の典型的な郷校は、聖賢の位牌を奉安する祭祀空間、実際の教育を行う講学空間および学生が滞在する寮空間から成る。講学空間が手前（南）、祭祀空間が奥（北）にあったため、このような空間配置を「前学後廟」と言う。

### 祭祀空間
- 大成殿：儒教の先賢の位牌を祀る空間。「文廟」「孔子廟」とも言う。
- 東廡：儒教の先賢の位牌を祀る付属空間。
- 西廡：儒教の先賢の位牌を祀る付属空間。
- 内三門：祭祀空間と講学空間を区分する門。

### 講学空間・寮空間
- 明倫堂：講学を行う空間。
- 東斎：両班階層の学生が滞在する空間。
- 西斎：中人・庶民階級の学生が滞在する空間。
- 外三門：郷校の正門。聳三門（솟을삼문）形式が一般的だが、地域によっては2階建ての門楼であることもある。

### その他の空間
- 祭器庫：祭祀用品の保管スペース。
- 守僕舎：郷校の運営人員の空間。
- 庫直舎：郷校の事務人員の空間。
- 紅箭門：外三門の前に建てられた、木製の赤く塗られた門。下馬碑を置くこともある。

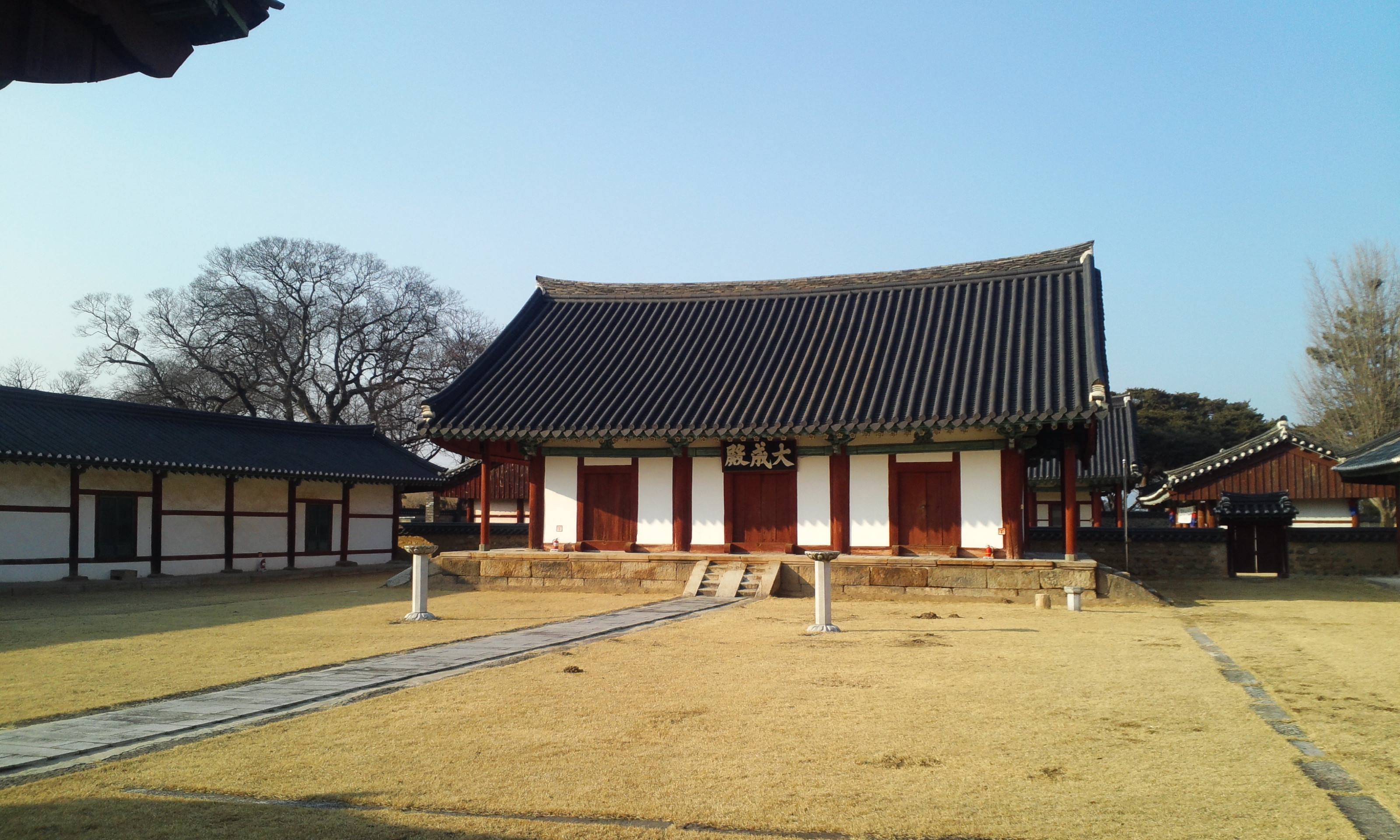
慶州郷校（朝鮮語版）大成殿
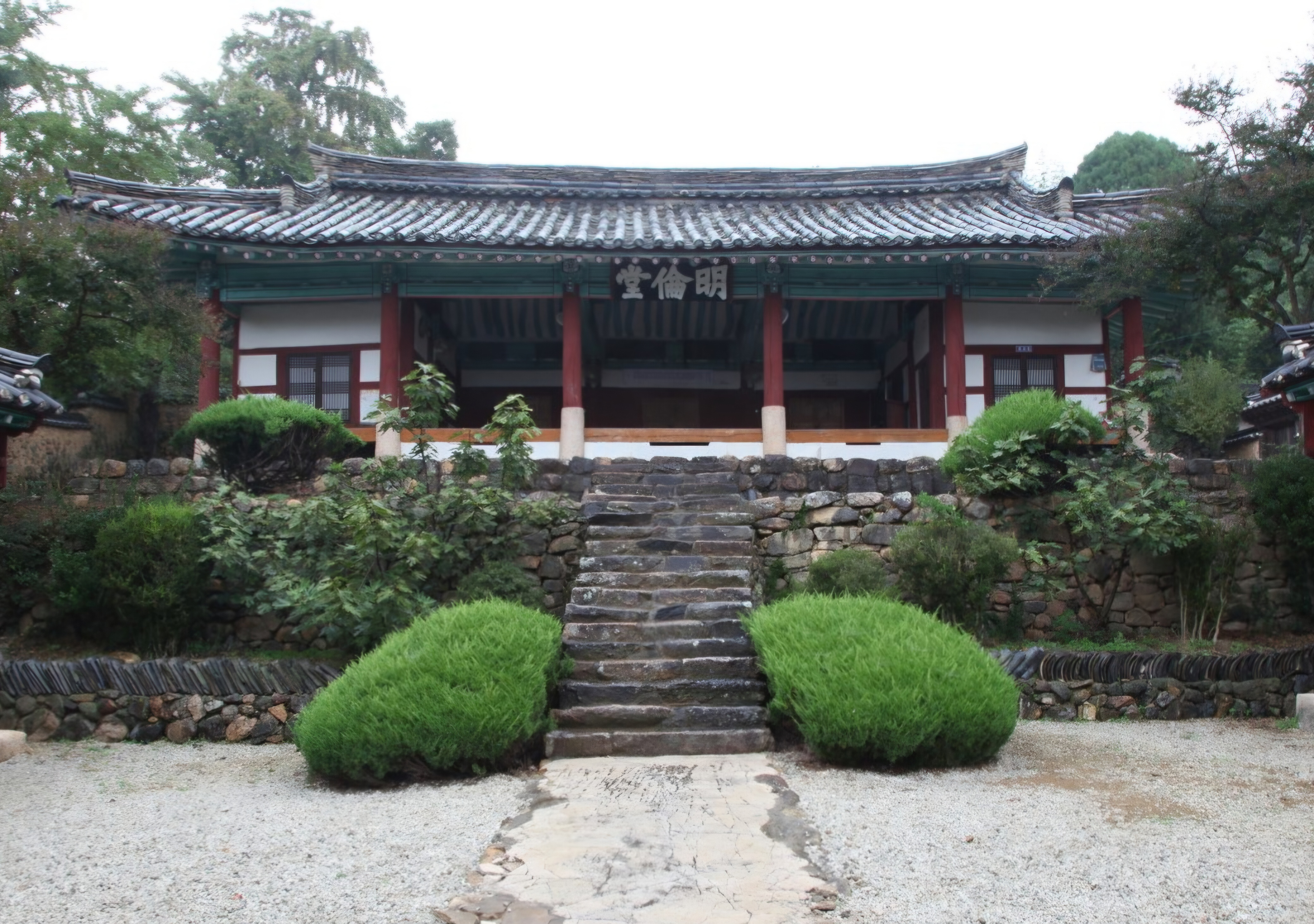
昌寧郷校（朝鮮語版）明倫堂
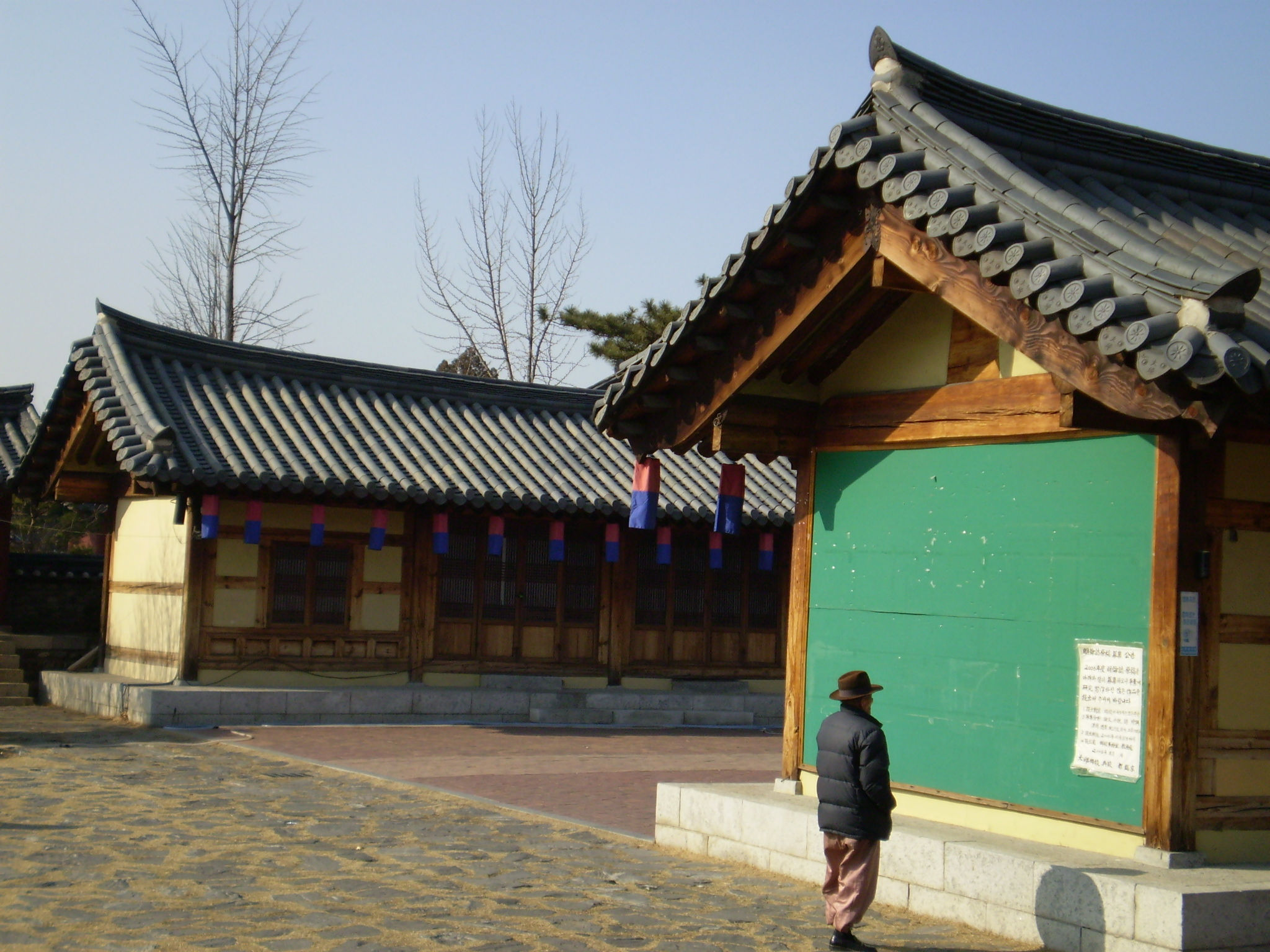
大邱郷校（朝鮮語版）東西斎
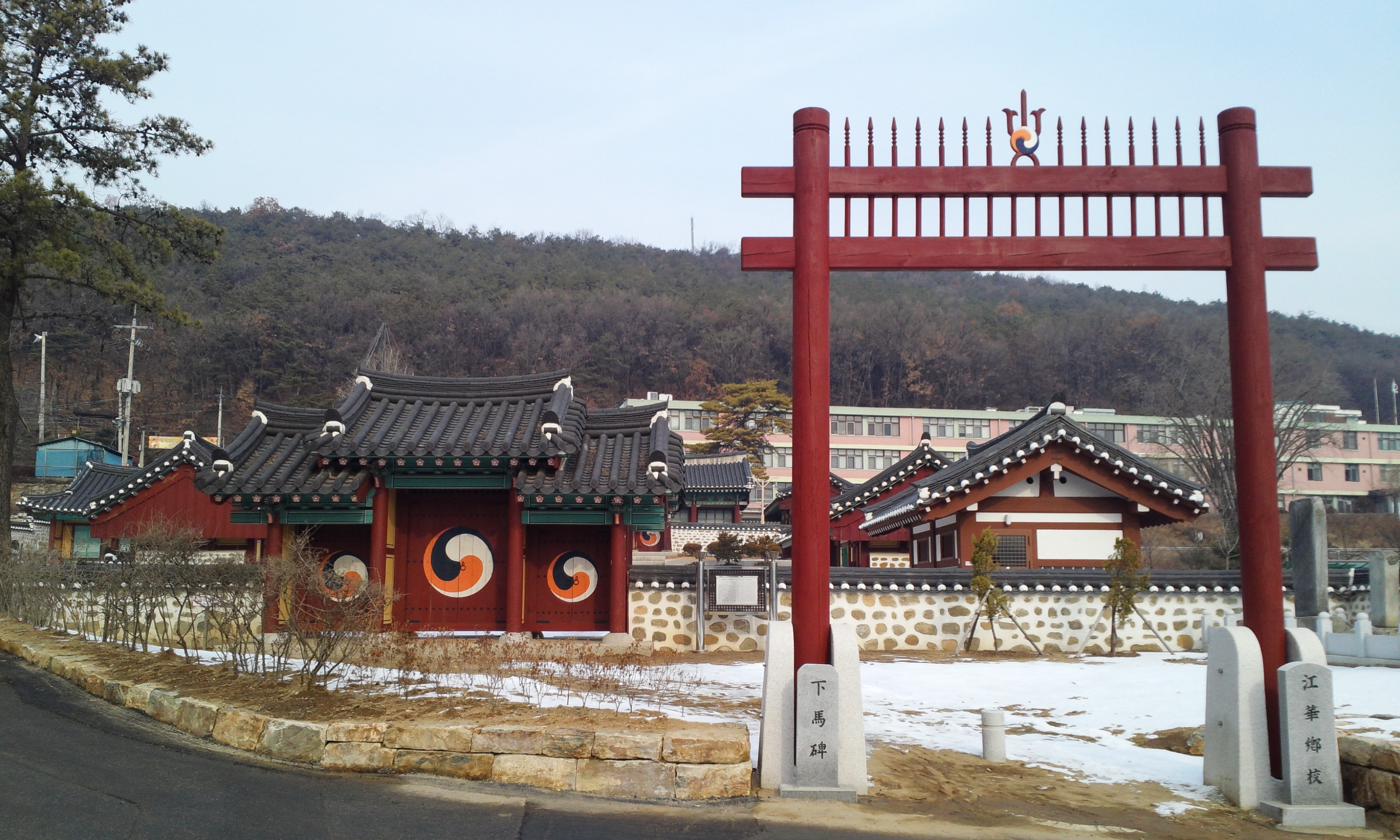
江華郷校（朝鮮語版）の外三門と紅箭門
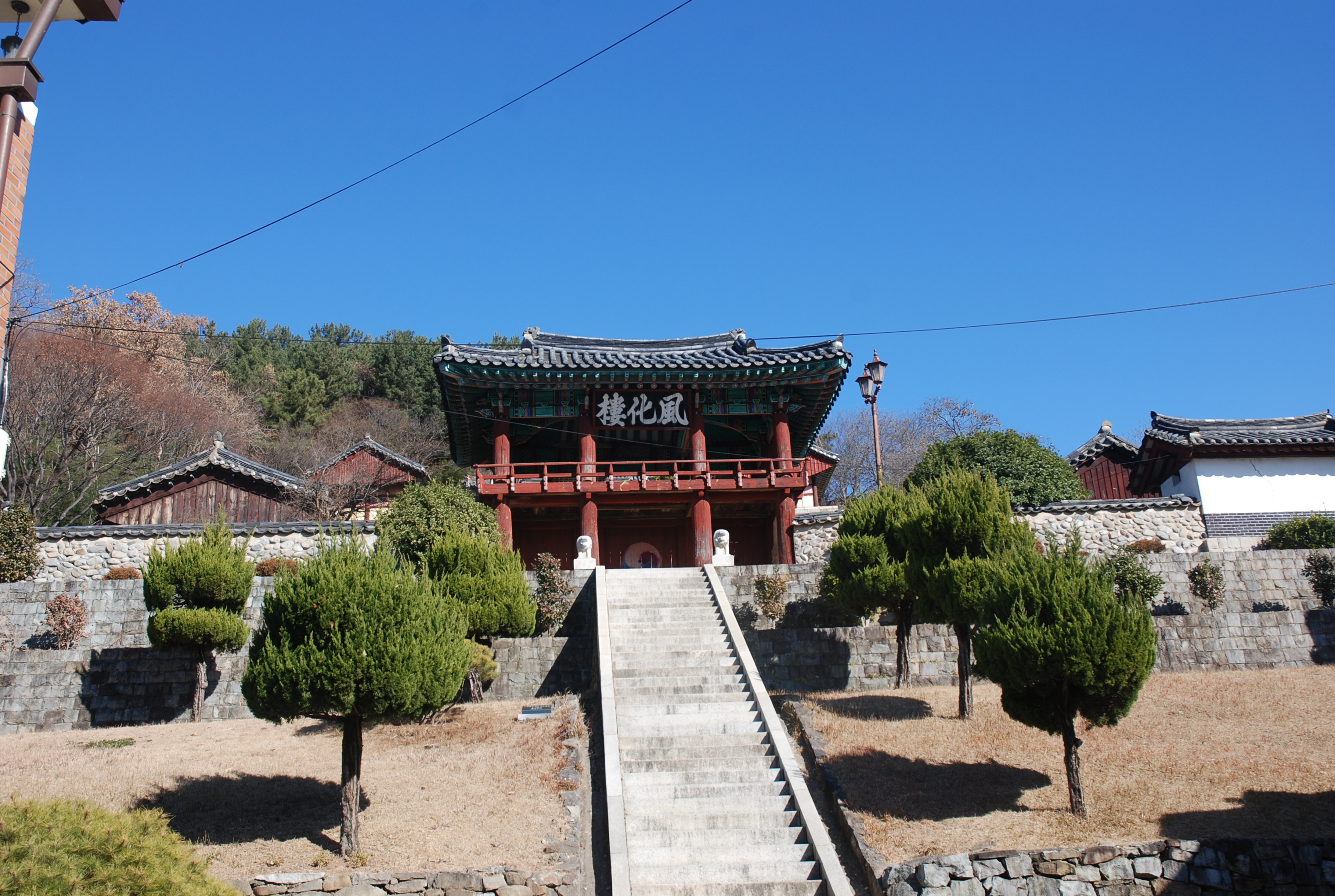
晋州郷校（朝鮮語版）の外三門（門楼形式）
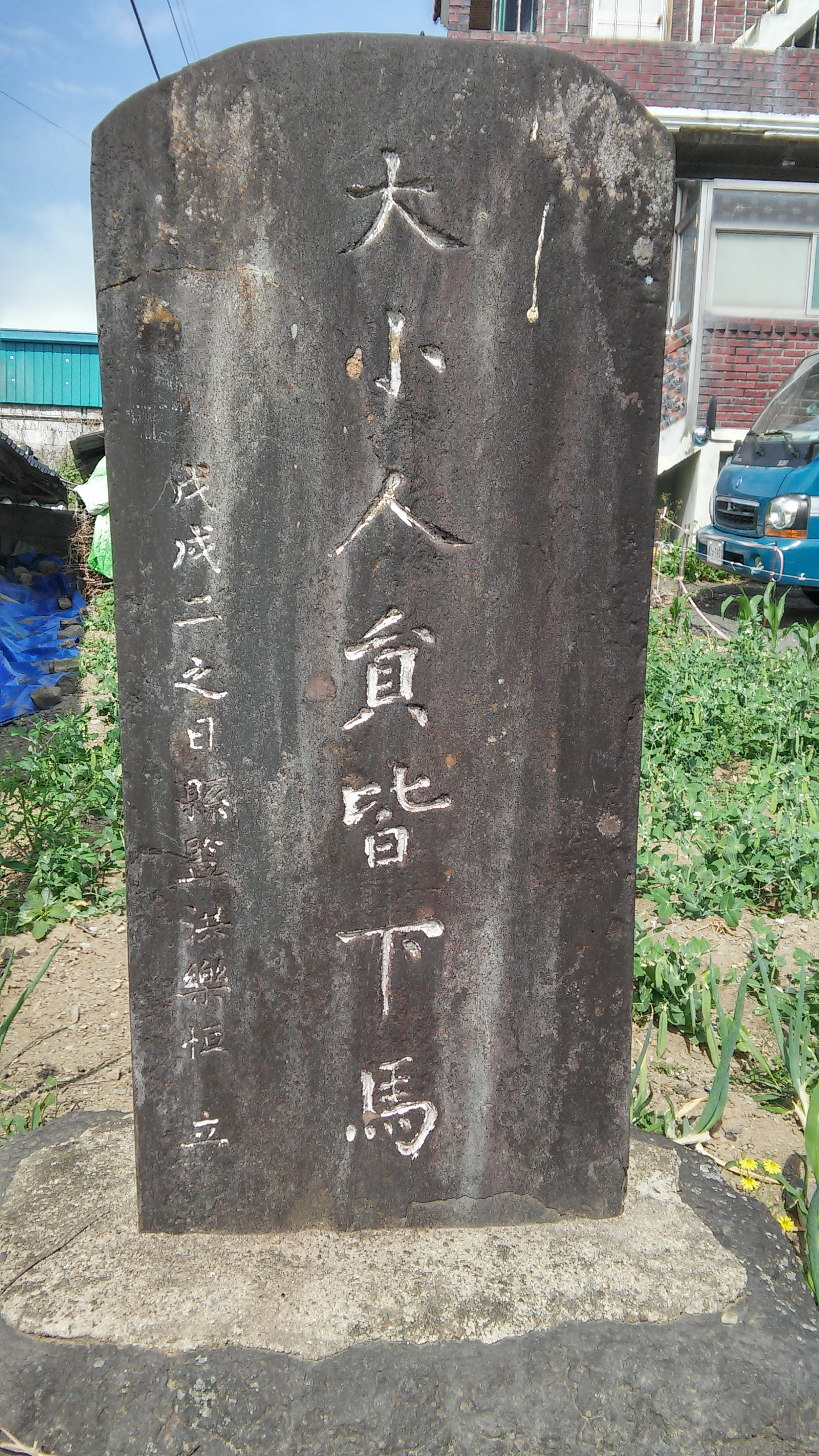
慈仁郷校（朝鮮語版）下馬碑